# Пекельні гроші (Цілком таємно)

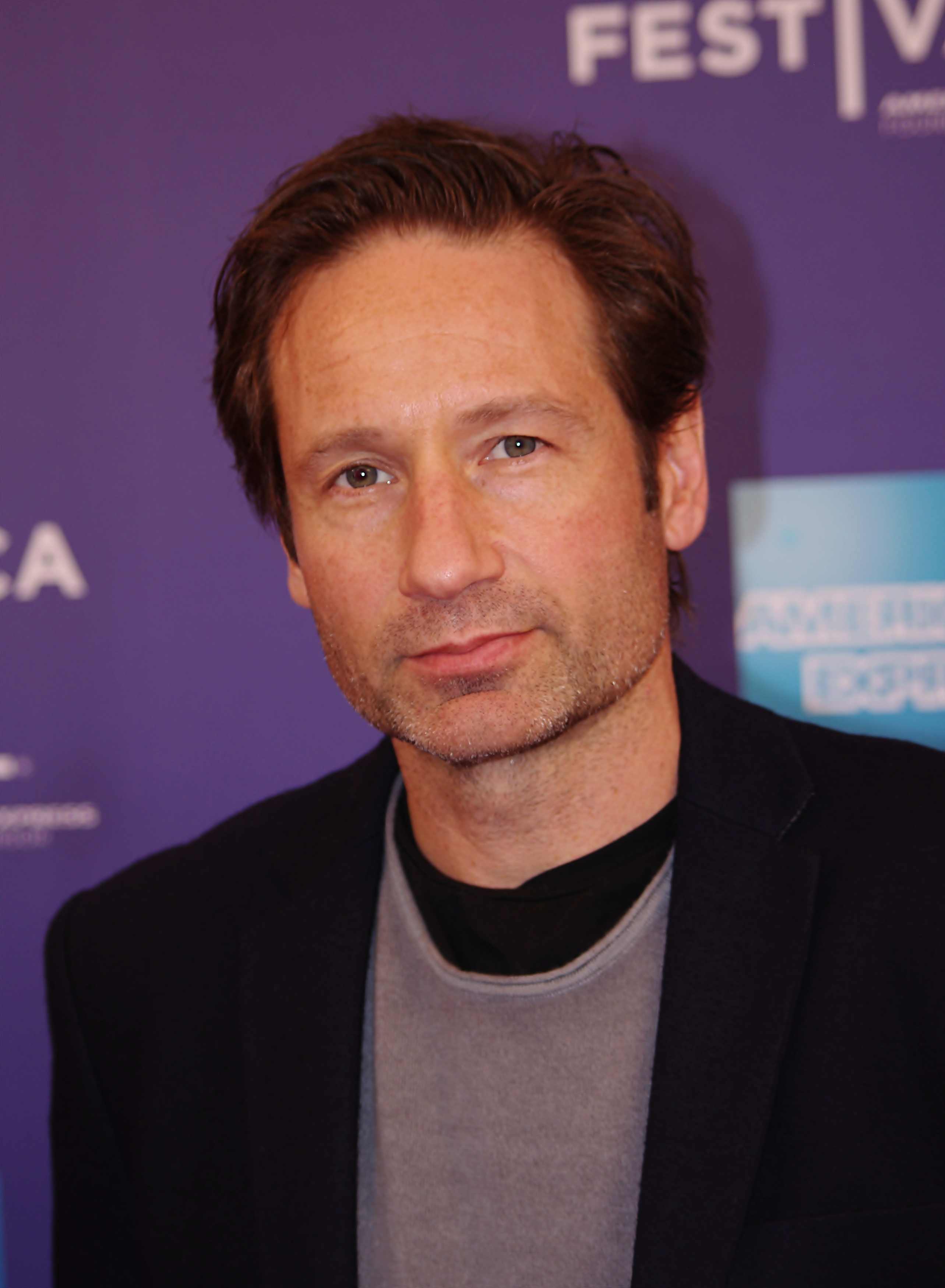

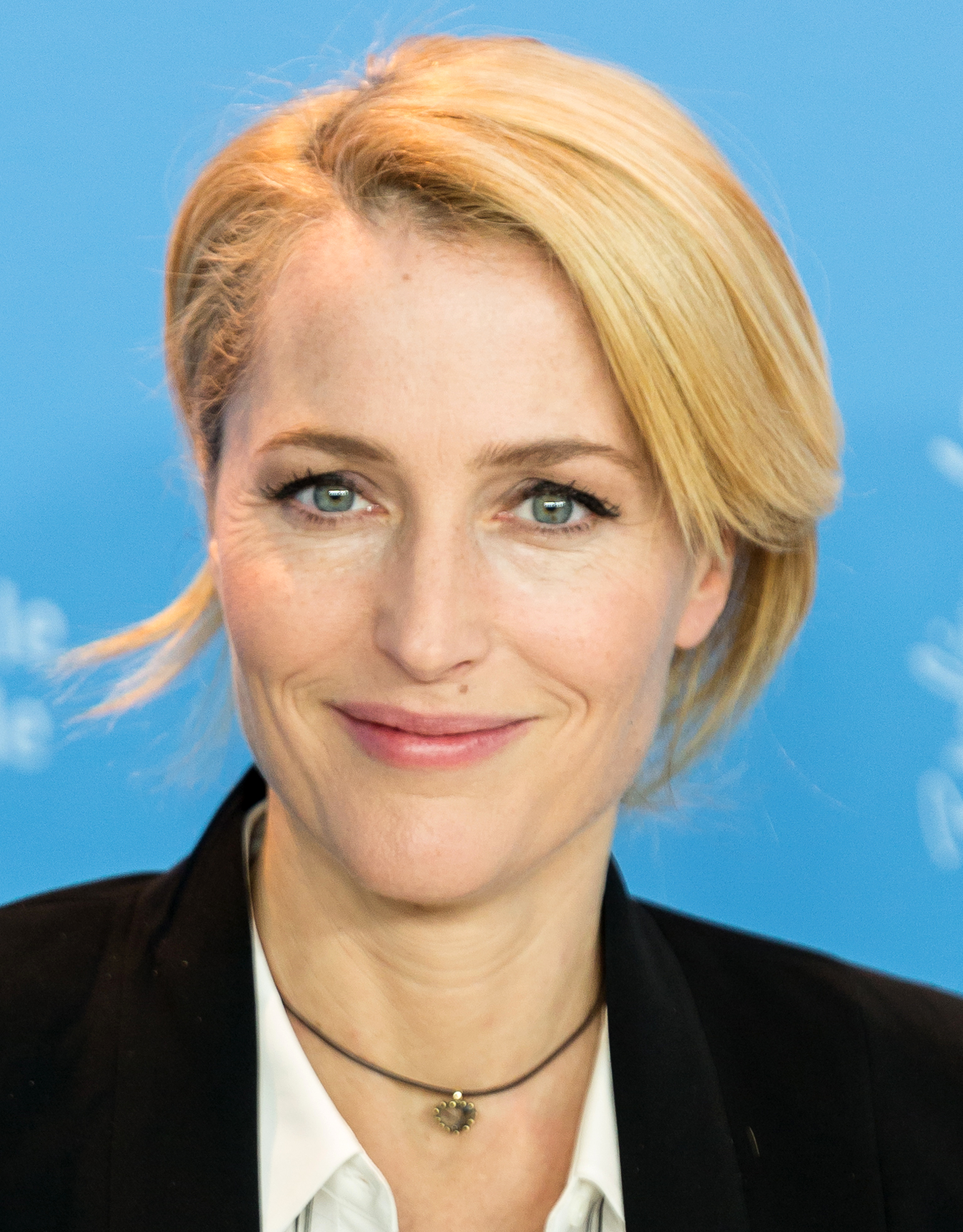

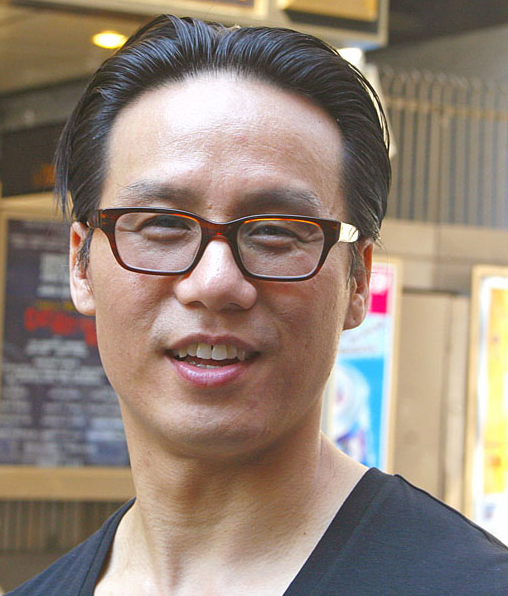

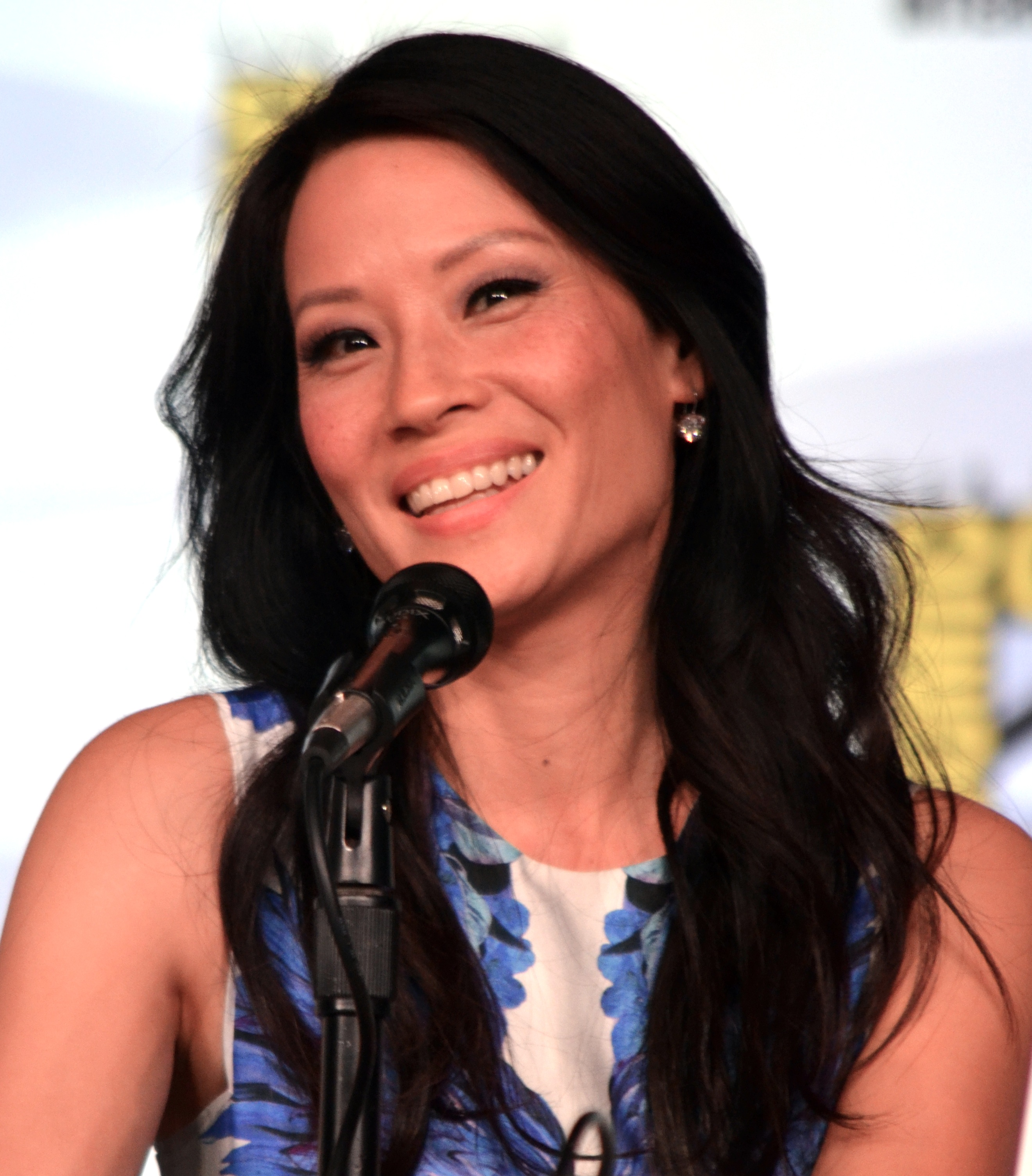

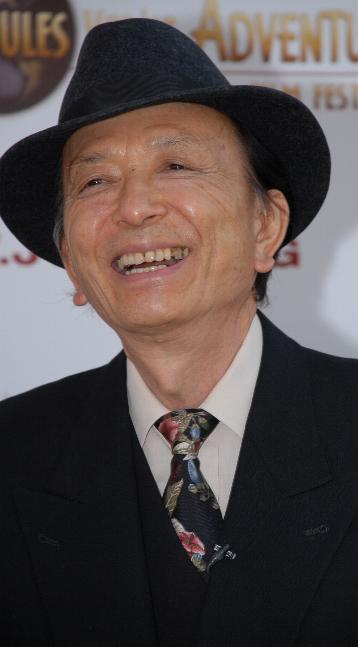

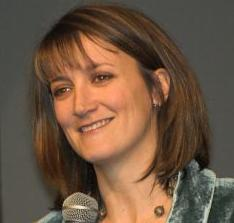

«Пекельні гроші» — дев'ятнадцята серія третього сезону американського науково-фантастичного серіалу «Цілком таємно». Вперше була показана на телеканалі Фокс 29 березня 1996 року. Сценарій до нього написав Джеф Влемінг, а режисером був Такер Гейтс. Ця серія отримала рейтинг Нільсена в 9.9 балів і її подивились 14.86 млн осіб. Серія отримала змішані та позитивні відгуки від критиків.
Серіал розповідає про двох агентів ФБР Фокса Малдера (роль виконав Девід Духовни) та Дейну Скаллі (роль виконала Джилліан Андерсон), які розслідують паранормальні випадки, що називають «файли X». В цій серії агенти Малдер та Скаллі розслідують вбивство в Чайнатауні у Сан-Франциско, пов'язане з людьми в масках, дивними китайськими ієрогліфами, лотереєю та чорним ринком людських органів.
Серія заснована на трьох ідеях: схемі із продажу людських органів, лотереї в маленькому місті та корпорації, яка заробляє на бідних. Сценарист Влемінг розвинув перші дві ідеї, а Кріс Картер об'єднав всі три ідеї в одному сценарії. В серії присутні декілька спецефектів, зокрема жаба, яка виривається з грудей жертви. Був створений муляж, який потім надягнули на актора, і зсередини вилізла жаба.

## Сюжет
В Чайнатауні (Сан-Франциско, Каліфорнія) китайський іммігрант Джоні Ло іде до себе додому. Коли він заходить до себе, його там чекають люди в масках, які кажуть, що він «повинен заплатити ціну». Через деякий час охоронець в крематорії помічає трьох людей в масках, які спостерігають, як у печі заживо горить Джонні Ло.
Агенти Скаллі та Малдер починають розслідування смерті Джонні Ло, яка є останньою з серії спалювань людей живцем в Чайнатауні. Малдер починає думати, що це зробив дух, а Скаллі підозрює в цьому діяльність культу. Агентам допомагає місцевий поліцейський Глен Чао, американець китайського походження. Агенти знаходять всередині печі китайський ієрогліф, який Чао перекладає як «дух». Також агенти знаходять обгорілі шматки паперу, які Чао ідентифікує як ритуальні гроші, символічний дар душам померлих. Агенти відшукують помешкання Джоні Ло. Там вони знаходять сліди крові під недавно покладеним ковром.
Тим часом Хсін, інший іммігрант, намагається допомогти своїй дочці Кім, яка хвора на лейкемію. Щоб мати змогу заплатити за її лікування, він відвідує підпільну лотерею, учасники якої можуть виграти гроші або втратити орган, в залежності від карток, які перемішують у вазах та дістають. Цього разу іншій людині не пощастило. Тіло цієї людини знайдуть пізніше. Провевши розтин, Скаллі з'ясувала, що ця людина торгувала органами, бо в неї відсутня частина органів та багато шрамів від хірургічних операцій. Агенти розпитують Чао про це, але він каже, що китайська спільнота дотримується кодексу мовчання, і навіть йому нічого не розповідають.
Чао знаходить інформацію, яка приводить його до Хсіна — він клав килим в помешканні Ло. В Хсіна пов'язка на одному оці. Він каже, що отримав травму, але насправді він програв око в лотереї. Коли Чао повертається додому, на нього нападають люди в масках. Чао потрапляє до лікарні. До Хсіна приходить один із організаторів лотереї, який невдоволений тим, що Хсін хоче вийти з лотереї. Хсін благає його дозволити вийти з лотереї, але він не погоджується. Організатор попереджує Хсіна — якщо він покине лотерею, його поглине вогонь духа. Тим часом агенти вирішують провідати Чао в лікарні, але він зник. Агенти їдуть до Хсіна, але його нема вдома. Їм відкриває його дочка, яка розповідає агентам, що їй здається, ніби батько потрапив у якусь негарну ситуацію.
Агенти знаходять Чао біля ресторану неподалік. Коли він заходить всередину, агенти йдуть за ним. Тим часом у приміщенні Хсін в лотереї програє своє серце. Чао заходить всередину, перекидає стіл з вазами, вази розбиваються, а картки з них розсипаються. Всі бачать, що в вазі були лише програшні картки. Агенти Малдер та Скаллі вриваються до операційної та рятують Хсіна. Пізніше, коли агенти опитують учасників лотереї, ні Хсін, ні інші учасники не хочуть давати свідчення. Пізніше Чао опиняється в пічці за мить до того, як буде спалений живцем.

## Створення

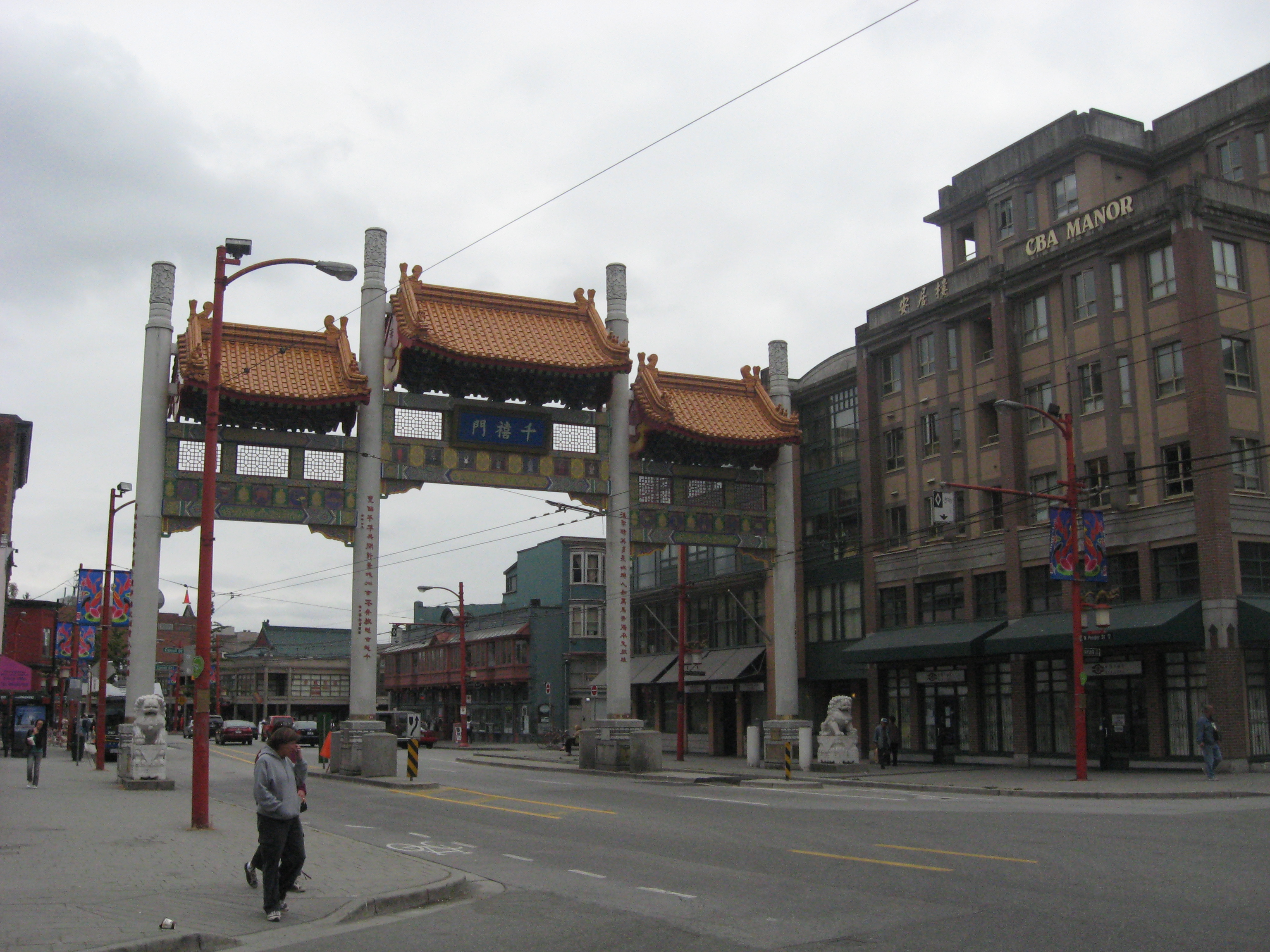
Чайнатаун, Ванкувер

Серія «Пекельні гроші» була написана Джефом Влемінгом. Це його друга і остання серія після серії «Надто сором'язливий». Режисером був Такер Гейтс. Це його перша серія Секретних матеріалів. Другою та останньою буде серія четвертого сезону «Світ обертається». Роль дочки Хсіна в серії виконала Люсі Лью.
Серія заснована на трьох ідеях: схемі із продажу людських органів, лотереї в маленькому місті та корпорації, яка заробляє на бідних. Сценарист Влемінг розвинув перші дві ідеї, а Кріс Картер об'єднав всі три ідеї в одному сценарії. Журнал Entertainment Weekly писав про серію: «закручений сюжет цієї серії змушує думати, що вона заснована на реальній історії». Але Кріс Картер заявив, що серія повністю видумана. Влемінг сподівався, що серія стане однією з тих, де версія Скаллі підтвердиться, але врешті, в цій серії Малдер знов виявився правим.
Зовнішні сцени серії були зняті в Чайнатауні у Ванкувері, а сцени крематорію — в павільйоні. Сцени внутрішнього інтер'єру лотерейної зали були зняті в Уельсько-ірландсько-шотлансько-англійському холлі у Ванкувері. Знімальна команда побудувала другий балкон в холлі спеціально для зйомок, з обіцянкою демонтувати його після зйомок. Але після зйомок власники холла вирішили залишити балкон з естетичних причин. Вази та картки, використані в лотереї, також були створені знімальною командою. В серії присутні декілька спецефектів, зокрема жаба, яка виривається з грудей жертви. Був створений муляж, який потім надягнули на актора, і зсередини вилізла жаба.

## Знімались
| Актор              | Роль                      |
| ------------------ | ------------------------- |
| Девід Духовни      | Фокс Малдер               |
| Джилліан Андерсон  | Дейна Скаллі              |
| Бредлі Дерріл Вонг | детектив Глен Чао         |
| Люсі Лью           | Кім Хсін                  |
| Майкл Яма          | містер Хсін               |
| Джеймс Хонг        | людина з суворим обличчям |
| Еллі Гарві         | співробітниця             |